# MG42
MG 42 (съкратено от немски Maschinengewehr 42) е 7,92 мм многоцелева лека картечница,  разработена от Нацистка Германия и влязла на въоръжение във Вермахта през 1942 г. Тя допълва или в някои случаи замества ролята на многоцелевата картечница MG 34 във всичките подразделения на немската армия, въпреки че и двете оръжия биват произвеждани и използвани до края на Втората световна война.
МГ 42 има доказани надеждност, издръжливост, простота и леснота на обслужване, но най-високото ѝ качество е възможността да осигури нужно количество прикриващ огън. MG 42 има една от най-високите честоти на стрелба сред едноцевните леки картечници между 1200 и 1500 изстрела в минута, което води до нейния отличителен звук при стрелба. Въпреки наличието на други автоматични оръжия по онова време със сходна огнева мощ като унгарската едноцевна танкова картечница Gebauer, руската самолетна картечница ШКАС и британската Vickers K, лентовото подаване и системата за бърза смяна на цевите на MG 42 ѝ осигуряват възможност за доста по-продължителна стрелба в сравнение с изброените по-горе оръжия.
Наследството оставено от MG 42 продължава много след края на Нацистка Германия, водейки до разработката на почти идентичната MG 1 (MG 42/59), която впоследствие еволюира до MG1A3, последвана от МГ 3. На базата на MG 42 са разработени швейцарските MG 51, SIG MG 710 – 3, австрийската MG 74 и 5,56 милиметровата испанска лека картечница Ameli. Много от конструктивните ѝ решения и елементи са заимствани при разработката на американската М 60 и белгийската MAG. MG 3 e на въоръжение в много страни по време на Студената война, където продължава да се използва.

## История

### Развитие
През 30-те години на 20 век в немската армия е приета на въоръжение картечницата MG 34 – считана за първата съвременна многоцелева картечница. Благодарение на лесно сменяемата си цев MG 34 може да стреля много по-дълго време в сравнение с други подобни автоматични оръжия от времето си, като автоматичната пушка „Браунинг“ (Browning BAR) и британската „Bren“ и в същото време е много по-лека от разчетните картечници като британската „Vickers“. Оръжието също е и доста функционално с възможностите да бъде захранвано от лента или от барабанни пълнители и да бъде монтирано на двуноги, тежки триноги и много видове подвижни монтажни стойки в бункери и превозни средства. Дори във вариацията си MG 81 е приета в немските военновъздушни сили – Luftwaffe, като основно отбранително оръжие. Все пак оръжието имало своите недостатъци, било сравнително скъпо за производство и чувствително към прах, пясък и други замърсявания водещи до засечки и в някои случаи повреди. Бил направен опит за частични подобрения водещ до производството и разработката на MG 34S – леко усъвършенстван вариант на базата на обикновените MG 34.
За отстраняване на всичките недостатъци, обаче бива организиран конкурс за създаване на ново оръжие, което напълно да може да замести MG 34. Трима производители са поканени да представят своите разработки: Metall und Lackierwarenfabrik Johannes Großfuß AG от Дьобелн, Rheinmetall-Borsig от Сьомерда и Stübgen от Ерфурт. От няколко предложения, това на Großfuß AG се оказало най-добро, използвайки иновативна система на автоматика с ролково заключване на полу-свободния затвор при използване на отката, докато другите два проекта използвали автоматика чрез извеждане на част от барутните газове през отвор в цевта (газоотводен принцип). Интересното било, че компанията Großfuß AG нямала дотогава опит в оръжейното производство, тя била специализирана в изработката на изделия и елементи от щанцована ламарина и метални листове (основният продукт произвеждан от компанията били газови фенери от щанцована ламарина). Ернст Грюнау – един от главните инженери на Großfuß AG, не знаел нищо за картечници когато му била възложена задачата по проекта, но бил специалист по техническото осигуряването на масово производство. Грюнау се записал в курс за картечари за да се запознае с характеристиките и използването на такива оръжия, той също сондирал и мнения дадени му от служещи войници. Новия дизайн изисквал доста по-малко машинна обработка и бил много по-лесен за производство – той изисквал 75 човеко-часа за изработка, докато изработката на MG 34 – 150 (50% намаляване) и цената възлизала на 250 райхсмарки в сравнение с 327, на които възлизала MG 34 (24% поевтиняване).
Произведената била новата MG39, с цел да има известна приемственост, на вид тя доста наподобявала предшественика си MG 34. Основната разлика от гледна точка на картечаря било отпадането на възможностите за захранване от някои от по-обемистите барабанни пълнители, а вместо това оръжието можело да използва 250 зарядна свободно висяща лента или 50 барабанен пълнител, прикрепен за подавателя на оръжието, което значително увеличавало зрителното поле на мерача и улеснявало прицелването; тези промени били с цел да бъде увеличена, поддържана и управлявана високата интензивност на стрелбата, която имало оръжието. Въпреки че били изработени от сравнително евтини части, прототипите се оказали доста по-непретенциозни към замърсявания и засичали доста по-рядко от „претенциозната“ MG 34. Ограничена серия от 1500 бройки от последния прототип MG39/41 била произведена и тествана при полеви условия през 1941 г.
Оръжието официално било прието на въоръжение и серийното производство започнало през 1942 г. Поръчката за производство било възложено на фирмите Großfuß, Mauser-Werke, Gustloff-Werke и др. По време на войната производството достигнало 400 000 бройки. (17 915 през 1942 г., 116 725 през 1943 г.,211 806 през 1944 г. и 61 877 през 1945 г.)

### Експлоатационна история
Едно от най-значимите свойства на оръжието била неговата висока скорострелност – около 1200 изстрела в минута – два пъти по-висока от на британската Vickers и на американската Browning (BMG) с техните 600 изстрела в минута. При такава висока скорострелност човешкото ухо не може да различи индивидуалните изстрели и вместо това чува звук наподобяващ „късане на плат“от там се появили и прякорите на оръжието – „Циркулярът на Хитлер“ или по-известният „Ципът на Хитлер“ (Съветските войници я наричали „Резачката за балатум“). Немците я наричали Hitlersäge (Трионът на Хитлер). Англичаните често я наричали „Spandau“ – заради адресът на производителя изписан на нея, намиращ в берлинския квартал Шпандау (също както през Първата Световна война наричали немската картечница MG 08). Цевите на MG 42 понасяли огромно натоварване заради високата скорострелност, затова в наръчника на немската армия от 40-те години на 20 век било указано да не се изстрелват всичките 250 патрона от лентата в единичен откос, а вместо това да се динамика на стрелба от 300 – 350 изстрела за минута за да се намали прегряването и износването на цевите.
Оръжието било толкова отличително и ужасяващо, че американската армия направила специален учебен филм в помощ на войниците при психологически стрес който те преживяват изправяйки се срещу това оръжие в битка. Високата скорострелност на MG 42 е резултат от проведени експерименти с автоматични оръжия, според които на войника е нужно да изстреля голям брой муниции за кратък период от време, зада се увеличи вероятността от потенциално попадение, същия принцип е приложен и при британската самолетна картечница Vickers GO. Недостатъците на тази скорострелност се изразявали в изразходването на голям брой муниции за период от време и до бързото прегряване на цевта, което затруднявало продължителността на стрелбата.

## Употреба
MG 42 тежала 11,6 кг заедно с двуногата, по-лека от предшественика си MG 34 и по-лесно преносима. Двуногата била същата като на MG 34 и можела да се монтира в предния край или в средата на оръжието в зависимост от условията. За осигуряване по-дълговременна огнева точка за нея била разработена триногата Lafette 42, която тежала 20,5 кг. Цевта на MG 42 била по-лека от тази на MG 34 и загрявала по-бързо, но опитен картечар можел да я смени за секунди.
Оптималният боен разчет за осигуряване на продължителен огън бил 6 души: 1-ви: командир, 2-ри: картечар, 3-ти: носещ триногата, 4-ти, 5-и и 6-и носели муниции, резервни цеви и шанцови инструменти за окопаване. За допълнителна защита командирът, 2-ри и 3-ти били въоръжени с пистолети, а останалите с пушки. Този голям екип често бил съкращаван наполовина и включвал само: картечар, пълнач (който носел и резервните цеви) и мерач. Най-често картечарят бил с чин подофицер (съответстващо на съвременното звание сержант в БА).
Било възможно разчетите да осигуряват непрестанен огън по вражеските позиции, като той бил прекъсван единствено за смяна на цевите. Това позволявало на MG 42 да блокира голям брой вражески войници. Американците и британците обучавали своите военни да се прикриват от огъня на MG 42 и да атакуват позицията ѝ през малкия интервал от 7 секунди, необходим за смяна на цевите. Високата скорострелност на MG 42 понякога се оказвала спънка, тъй като осигуряването на дълготраен обстрел често водело до бързо изчерпване на мунициите. За това често било прилагано войниците, действащи в близост до картечното гнездо, да носят в себе си допълнителни муниции за MG 42, това осигурявало на картечните разчети допълнителен боезапас, в случай че основният се изчерпел.